# رافاييل اكوستا
رافاييل اكوستا (بالإسبانية: Rafael Acosta Cabrera)‏ (2 أكتوبر 1990 في الأوروغواي - ) هو لاعب كرة قدم أوروغواني في مركزي الوسط والدفاع. لعب مع بوهيميانز 1905 وديبورتيفو مالدونادو وأتيناس دي سان كارولس.

## روابط خارجية
- رافاييل اكوستا على موقع قاعدة بيانات كرة القدم.إي يو (الإنجليزية)
- رافاييل اكوستا على موقع Soccerbase.com (لاعب) (الإنجليزية)
- رافاييل اكوستا على موقع Soccerway.com (الإنجليزية)
- رافاييل اكوستا على موقع عالم كرة القدم.نت (الإنجليزية)
- رافاييل اكوستا على موقع AS.com (الإسبانية)